# Freecode
Freecode (voorheen Freshmeat) was een website waarop software werd aangeboden. De website is eigendom van Slashdot Media, een bedrijf dat ook SourceForge.net bezit. Computergebruikers kunnen er software-updates opvolgen, recensies lezen en schrijven, en berichten verzenden naar de ontwikkelaar. De meerderheid van de software die op Freecode staat is opensourcesoftware voor Unixachtige systemen. Freecode wordt echter ook gebruikt om closedsourceprogramma's te verspreiden voor Mac OS X en handhelds. Freecode werd reeds in 1997 gestart als de eerste webgebaseerde nieuwslezer voor software-updates.
De site werd op 29 oktober 2011 hernoemd van Freshmeat naar Freecode, omdat de vorige naam vaak verkeerd werd begrepen.
Anno 2014 bestaat de website niet meer. Er is een alternatief opgericht: freshcode.club.